# Episodi di Che campioni Holly e Benji!!!
Questa è la lista degli episodi di Che campioni Holly e Benji!!! (Captain Tsubasa J), serie televisiva anime composta da 47 episodi e tratta dal manga Capitan Tsubasa di Yōichi Takahashi. La serie è stata prodotta da Nippon Animation e Gallop ed è andata in onda in Giappone su Fuji TV dal 21 ottobre 1994 al 22 dicembre 1995. Le prime 34 puntate sono adattate dalla serie Capitan Tsubasa e ripercorrono il torneo delle elementari, mentre le ultime 13 sono tratte da Capitan Tsubasa World Youth.
L'edizione italiana è stata trasmessa su Italia 1 dal 10 settembre al 15 ottobre 1999 fino all'episodio 33; i restanti episodi (35-47) sono stati invece trasmessi dal 10 al 17 dicembre 1999 sempre su Italia 1. Il 34º episodio non è mai stato doppiato e trasmesso in Italia e nel resto d'Europa, presumibilmente perché è una sorta di riepilogo dei 33 episodi precedenti. Di conseguenza in Italia sono stati trasmessi solo 46 episodi invece di 47.

## Lista episodi
| Nº | Titolo italiano Giapponese 「Kanji」 - Rōmaji | In onda           | In onda           |
| Nº | Titolo italiano Giapponese 「Kanji」 - Rōmaji | Giapponese        | Italiano          |
| 1  | Il figlio del vento 「でっかい夢を翼にのせて」 - Dekkai yume wo tsubasa ninosete | 21 ottobre 1994   | 10 settembre 1999 |
| 2  | Il segreto di Roberto 「天才ＧＫ（ゴールキーパー）若林からの挑戦」 - Tensai gorukipa Wakabayashi karano chōsen | 28 ottobre 1994   |                   |
| 3  | Un grande allenatore 「さわやか出会い岬太郎」 - Sawayaka deai Misaki Tarō | 4 novembre 1994   |                   |
| 4  | La sfida impossibile 「熱き永き戦いが今始まる」 - Atsuki nagaki tatakai ga ima hajima ru | 11 novembre 1994  |                   |
| 5  | Faccia a faccia 「とべ！オーバーヘッド」 - Tobe! Obaheddo | 18 novembre 1994  |                   |
| 6  | Che coppia ragazzi! 「翼・岬ゴールデンコンビ」 - Tsubasa Misaki Goruden Konbi | 25 novembre 1994  |                   |
| 7  | Selezione per il campionato 「白熱の攻防戦」 - Hakunetsu no kōbōsen | 2 dicembre 1994   |                   |
| 8  | Mark il grande rivale 「俺が日向小次郎」 - Ore ga Hyūga Kojirō | 9 dicembre 1994   |                   |
| 9  | Mellow il nuovo talento 「怒涛のハットトリック」 - Dotō no hattotorikku | 23 dicembre 1994  |                   |
| 10 | Sfida sotto la pioggia 「激戦！雨のフィールド」 - Gekisen! Ame no firudo | 13 gennaio 1995   |                   |
| 11 | All'ultimo secondo 「危うし！タイムアップ」 - Abunau shi! Taimu Appu | 20 gennaio 1995   |                   |
| 12 | La riscossa 「キーパー若林をつぶせ！」 - Kipa Wakabayashi wotsubuse! | 27 gennaio 1995   |                   |
| 13 | I grandi rivali 「すばらしきライバルたち」 - Subarashiki raibaru tachi | 3 febbraio 1995   |                   |
| 14 | Un girone di fuoco 「先制のボレーシュート!!」 - Sensei no boreshuto!! | 10 febbraio 1995  |                   |
| 15 | Un pallone per amico 「ボールは友だち怖くない」 - Boru ha tomo dachi kowaku nai | 17 febbraio 1995  |                   |
| 16 | Lottare fino in fondo 「死闘！翼VS日向小次郎」 - Shitō! Tsubasa vs Hyūga Kojirō | 24 febbraio 1995  |                   |
| 17 | Quindici minuti di felicità 「貴公子・三杉淳」 - Kikōshi san sugi atsushi | 3 marzo 1995      |                   |
| 18 | Duello acrobatico 「恐怖の空中アクロバット」 - Kyōfu no kūchū akurobatto | 10 marzo 1995     |                   |
| 19 | Il preside allenatore 「北の国から熱き友情」 - Kita no kuni kara atsuki yūjō | 17 marzo 1995     |                   |
| 20 | L'astuzia di Philip 「北国の小さなイレブン」 - Kitaguni no chiisa na irebun | 28 aprile 1995    |                   |
| 21 | Il nuovo portiere 「登場！キーパー若島津健」 - Tōjō! Kipa wakashimadu takeshi | 5 maggio 1995     |                   |
| 22 | La sfida ha inizio 「翼VSガラスの貴公子」 - Tsubasa vs garasu no kikōshi | 19 maggio 1995    |                   |
| 23 | Il grande Julian Ross 「華麗なる闘い！」 - Karei naru tatakai! | 2 giugno 1995     |                   |
| 24 | La debolezza di Holly 「沈黙のエース」 - Chinmoku no esu | 9 giugno 1995     |                   |
| 25 | Con il cuore e con la mente 「不死鳥・翼」 - Fushichō Tsubasa | 16 giugno 1995    |                   |
| 26 | L'importante è partecipare 「立て！傷だらけのヒーロー」 - Tate! Kizu darakeno hiro | 30 giugno 1995    |                   |
| 27 | La notte prima della sfida 「大決戦その前夜」 - Dai kessen sono zenya | 7 luglio 1995     |                   |
| 28 | Un tiro casuale 「若島津VSツインシュート」 - Wakashimadu vs Tsuin Shuto | 21 luglio 1995    |                   |
| 29 | Il ritorno della tigre 「猛虎・炎の弾丸シュート」 - Mōko honoo no dangan shuto | 28 luglio 1995    |                   |
| 30 | Il coraggio di provare 「傷だらけのイレブン」 - Kizu darakeno irebun | 4 agosto 1995     |                   |
| 31 | Appesi a un filo 「猛虎の逆襲」 - Mōko no gyakushū | 11 agosto 1995    |                   |
| 32 | Non finirà così 「死闘！灼熱の再延長戦」 - Shitō! Shakunetsu no saienchō sen | 18 agosto 1995    |                   |
| 33 | L'amarezza di un addio 「ゴールに夢をたたきこめ！」 - Goru ni yume wotatakikome! | 25 agosto 1995    | 15 ottobre 1999   |
| 34 | Il sogno di Tsubasa: La coppa del mondo 「翼の夢・ワールドカップ」 - Tsubasa no yume: World Cup | 1º settembre 1995 | inedito           |
| 34 | Episodio riassuntivo non trasmesso in Europa. |                   |                   |
| 35 | Arrivo in Italia 「葵新伍登場！誓いのコイン」 - Aoi shin go tōjō! Chikai no koin | 8 settembre 1995  | 10 dicembre 1999  |
| 35 | Aoi, un ragazzino giapponese che aspira a giocare in Serie A, arriva in Italia, ma fa fatica a farsi ingaggiare da una squadra primavera. Alla fine riesce comunque a entrare, con un po' di fortuna, nella primavera dell'Inter. |                   |                   |
| 36 | Il debutto di Rob 「新伍・鮮やかデビュー」 - Shin go sen yaka debyu | 22 settembre 1995 | 10 dicembre 1999  |
| 36 | I compagni di squadra di Aoi non lo accettano come compagno di squadra un po' perché è giapponese, un po' perché un loro caro compagno di squadra è stato escluso dalla squadra per fare posto al nuovo arrivato Aoi e fanno di tutto per cacciarlo, con atti di bullismo e facendo di tutto per farlo giocare male, per esempio con passaggi quasi impossibili da prendere. L'unico amico di Aoi è il portiere dell'Inter primavera e della nazionale italiana giovanile Gino Hernandez. Aoi comunque si allena di nascosto per migliorarsi ancora di più e neutralizzare le loro cattiverie. |                   |                   |
| 37 | Una partita decisiva 「孤独の特訓」 - Kodoku no tokkun | 29 settembre 1995 | 11 dicembre 1999  |
| 37 | Aoi debutta facendo vincere l'Inter contro il Milan con una doppietta. I compagni di squadra capiscono di aver sbagliato ad essergli ostili e si riconciliano con lui. Aoi incontra prima della partita Gamo, un allenatore destinato ad allenare la nazionale nipponica U-20. |                   |                   |
| 38 | La sfida dei numeri 10 「栄光のフィールドに立つ」 - Eikō no firudo ni tatsu | 13 ottobre 1995   | 11 dicembre 1999  |
| 38 | Tsubasa batte in finale il Flamengo di Santana, vincendo il campionato brasiliano. |                   |                   |
| 39 | Il mistero dei 7 del Giappone reale 「謎のリアルジャパン７」 - Nazo no Riaru Japan 7 | 20 ottobre 1995   | 13 dicembre 1999  |
| 39 | Misugi, guarito dalla malattia cardiaca, supera le selezioni per entrare nella nazionale nipponica. |                   |                   |
| 40 | Il cammino verso il mondiale 「全日本ユース大苦戦!!」 - Zennihon yusu daikusen!! | 27 ottobre 1995   | 13 dicembre 1999  |
| 41 | L'arrivo insperato 「格闘技戦！タイユース」 - Kakutōgi sen! Taiyusu | 10 novembre 1999  | 14 dicembre 1999  |
| 41 | La Thailandia sta vincendo 4-1 quando entra in campo Aoi. |                   |                   |
| 42 | I gemelli del gol 「新ゴールデンコンビ誕生！」 - Shin gorudenkonbi tanjō! | 17 novembre 1995  | 14 dicembre 1999  |
| 42 | Grazie ad Aoi il Giappone rimonta fino al 4-4 e attacca alla ricerca del gol della vittoria. |                   |                   |
| 43 | La sorpresa finale 「大逆転！一次予選突破!」 - Daigyakuten! Ichijiyosen toppa! | 24 novembre 1995  | 15 dicembre 1999  |
| 43 | Aoi segna all'ultimo minuto il gol della vittoria. |                   |                   |
| 44 | Di nuovo insieme 「帰って来た七人の戦士」 - Kaette kita shichinin no senshi | 1º dicembre 1995  | 15 dicembre 1999  |
| 44 | Hyuga, grazie a Maki Akamine, una ragazza praticante il softball, inventa un potentissimo tiro, il raiju shot. |                   |                   |
| 45 | L'arma segreta 「必殺！雷獣シュート」 - Hissatsu! Kaminari kemono shuto | 8 dicembre 1995   | 16 dicembre 1999  |
| 45 | I sette giocatori esclusi sfidano il RJ7 e vincono 10-2, mostrando grossi progressi. |                   |                   |
| 46 | La vera nazionale 「最強の新生全日本ユース」 - Saikyō no shinsei zennihon yusu | 15 dicembre 1995  | 16 dicembre 1999  |
| 46 | Gamo riammette i sette esclusi. Il vero Giappone, con i sette esclusi, inizia la seconda fase delle qualificazioni ai mondiali benissimo battendo nettamente l'Uzbekistan. |                   |                   |
| 47 | Una promessa di vittoria 「めざせ！2002年」 - Mezase! 2002 nen | 22 dicembre 1995  | 17 dicembre 1999  |
| 47 | Riepilogo delle puntate precedenti 35-46. |                   |                   |